# Identidade de gênero

Na sociedade, identidade de género (português europeu) ou gênero (português brasileiro) diz respeito ao gênero com que alguém se identifica. Uma pessoa pode se identificar como homem, mulher ou não-binária, mas pode também ser usado para referir-se ao gênero que certa pessoa atribui ao indivíduo tendo como base o que tal pessoa reconhece como indicações de papel social de gênero (roupas, corte de cabelo, etc.). Segundo a Comissão Internacional de Juristas, em princípio que pretende orientar a legislação internacional em Direitos humanos, identidade de gênero é:
"A profundamente sentida experiência interna e individual do gênero de cada pessoa, que pode ou não corresponder ao sexo atribuído no nascimento, incluindo o senso pessoal do corpo (que pode envolver, por livre escolha, modificação da aparência ou função corporal por meios médicos, cirúrgicos ou outros) e outras expressões de gênero, inclusive vestimenta, modo de falar e maneirismos."
Do primeiro uso, acredita-se que a identidade de gênero se constitui como fixa e como tal não sofrendo variações, independente do papel social de gênero que a pessoa apresente pra ela.
Do segundo, acredita-se que a identidade de gênero possa ser afetada por uma variedade de estruturas sociais, incluindo etnicidade, trabalho, religião ou irreligião, e família.
Jaqueline Jesus define a identidade de gênero como: 
"Gênero com o qual uma pessoa se identifica, que pode ou não concordar com o gênero que lhe foi atribuído quando de seu nascimento. Diferente da sexualidade da pessoa. Identidade de gênero e orientação sexual são dimensões diferentes e que não se confundem. Pessoas transexuais podem ser heterossexuais, lésbicas, gays ou bissexuais, tanto quanto as pessoas cisgênero".
Miriam Pillar Grossi, professora no curso de Ciências Sociais da UFSC, destaca que, diferentemente dos papéis sociais de gênero, que não são biologicamente determinados, mas sim constructos culturais e históricos, a identidade de gênero "remete à constituição do sentimento individual de identidade". No entanto, Henrietta L. Moore pontua que a identidade de gênero é construída e vivida na "relação entre estrutura e práxis, entre o indivíduo e o social"
O termo foi cunhado pelo professor de psiquiatria Robert J. Stoller em 1964 e popularizado pelo polêmico psicólogo John Money.

## Discussão

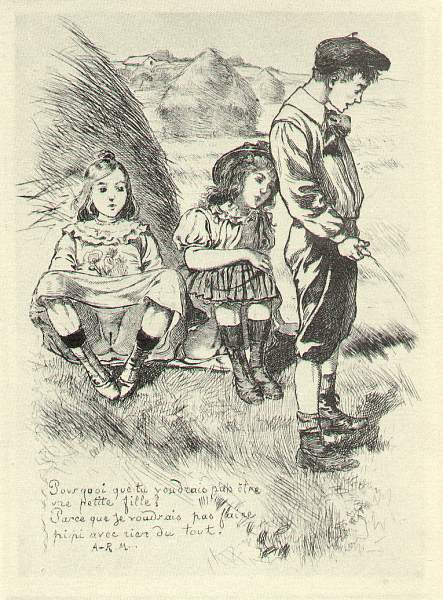
Martin Van Maele, 1905

O conceito identidade de gênero remete a outras categorias, sem as quais seu entendimento pode ficar incompleto. Primeiramente, deve-se ter em mente que sexo e gênero são conceitos distintos. Em 1968, Robert Stoller define a diferença conceitual entre sexo e gênero: sexo refere-se aos aspectos anatômicos, morfológicos e fisiológicos (genitália, cromossomos sexuais, hormônios) da espécie humana. Ou seja, a categoria sexo é definida por aspectos biológicos: quando falamos em sexo, estamos nos referindo a sexo feminino e sexo masculino, ou a fêmeas e machos. Já o conceito de gênero remete aos significados sociais, culturais e históricos associados aos sexos.
Robert Stoller, psicólogo norte-americano, estudou casos de crianças intersexo (na época classificados como "hermafroditas" ou como tendo "genitais escondidos") que foram educadas de acordo com um gênero que lhes fora designado no nascimento. Essas crianças, mesmo depois de saberem que suas genitálias eram ambíguas, parciais, duplicadas, ausentes ou sofreram alguma intervenção cirúrgica compulsória, empenhavam-se em manter os padrões de comportamento de acordo com os quais haviam sido educados, o que levou Stoller à conclusão de que seria "mais fácil mudar o genital do que o gênero de uma pessoa".
Rita de Lourdes de Lima destaca que a identidade de gênero nem sempre corresponde ao sexo do nascimento: uma pessoa pode nascer com o sexo feminino e sentir-se um homem ou vice-versa, como acontece com travestis e pessoas transexuais. A identidade de gênero também não deve ser confundida com orientação sexual: a primeira remete à forma como as pessoas se autodefinem (como mulheres ou como homens), a segunda remete à questão da sexualidade, do desejo, da atração afetivo-sexual por alguém de algum gênero (homossexualidade, bissexualidade e heterossexualidade).

## Variantes na identidade de gênero

Infográfico sobre a diversidade sexual

Para Jaqueline Gomes de Jesus, a vivência discordante de um gênero (que é cultural, social) com o que se esperaria de alguém de determinado sexo (que é biológico) não deve ser tratada como um transtorno, mas sim como uma questão de identidade, como acontece com travestis e pessoas transexuais, que compõem o grupo transgênero.
Para essa autora, as pessoas transexuais "geralmente sentem que seu corpo não está adequado à forma como pensam e se sentem, e querem “corrigir” isso adequando seu corpo à imagem de gênero que têm de si. Isso pode se dar de várias formas, desde uso de roupas, passando por tratamentos hormonais e até procedimentos cirúrgicos". Ou seja, nem todas as pessoas transgênero buscam a cirurgia de redesignação sexual. Já as travestis são as pessoas que vivenciam "papéis de gênero feminino, mas não se reconhece como homem ou mulher, entendendo-se como integrante de um terceiro gênero ou de um não-gênero".
Já as pessoas intersexo são aquelas que desenvolvem naturalmente características sexuais que não se encaixam nas definições típicas de sexo masculino ou sexo feminino. A intersexuação se refere a um conjunto amplo de variações naturais de corpos tidos como masculinos e femininos, que engloba, conforme a denominação médica não atualizada como: "hermafroditismo verdadeiro" e "pseudo-hermafroditismo", hoje sabemos que tais nomes são denominadores de animais não humanos (lesmas, estrelas do mar etc)(YORK, 2020). O grupo composto por pessoas Intersexo tem-se mobilizado cada vez mais, ao nível mundial, para que a intersexuação não seja entendida como uma patologia, mas como uma variação, e para que não sejam submetidas, após o parto, a cirurgias ditas “reparadoras”, que as mutilam e moldam órgãos genitais que não necessariamente concordam com suas identidades de gênero ou orientações sexuais".

## Relação entre identidade de gênero e papel social de gênero
De acordo com Miriam Pillar Grossi, os papéis de gênero podem ser percebidos como representações de personagens: tudo o que é associado ao sexo biológico, feminino ou masculino, em determinada cultura é considerado papel de gênero. Estes papéis variam de uma cultura para outra e também sofrem modificações dentro de uma mesma cultura. Assim, os atributos que estabelecem coisas e comportamentos classificados como "típicos" ou "naturais" de mulheres ou de homens constituem os chamados papéis sociais de gênero. Na cultura ocidental, pautada pelo saber masculino, esses papéis são pautados em dicotomias: os homens seriam dotados de uma natureza ativa, menos sentimentais, dotados de racionalidade e de instinto sexual desenvolvido e, portanto, suas atividades estão situadas na esfera pública. Já as mulheres seriam mais bondosas, emotivas e sentimentais, de sexualidade menos desenvolvida, "naturalmente" passivas e submissas, por isso suas tarefas estão situadas na esfera privada: ser dona de casa, esposa e mãe.
Já a identidade de gênero, remete à constituição do sentimento individual de identidade, é uma categoria que permite pensar o lugar do indivíduo no interior de uma cultura e que, nem sempre, corresponde ao sexo biológico. Nossa identidade de gênero se constrói ainda no útero, quando há a rotulação do bebê como menina ou menino. A partir desse assinalamento do gênero, socialmente se esperará da criança comportamentos condizentes com ele. A identidade de gênero é composta pelos papéis de gênero, pela sexualidade e pelo significado social da reprodução.